# 919 (číslo)
Devět set devatenáct je přirozené číslo. Římskými číslicemi se zapisuje CMXIX a řeckými číslicemi ϡιθ´. Následuje po čísle devět set osmnáct a předchází číslu devět set dvacet.

## Matematika
919 je:
- Palindromické číslo
- Deficientní číslo
- Prvočíslo
- Šťastné číslo

## Astronomie
- (919) Ilsebill je planetka hlavního pásu, kterou objevil v roce 1918 Max Wolf
- NGC 919 je spirální galaxie v souhvězdí Berana

## Roky
- 919
- 919 př. n. l.